# Instituto de Ciências Biomédicas da Universidade de São Paulo
O Instituto de Ciências Biomédicas da Universidade de São Paulo (ICB-USP) é um dos institutos de ensino e pesquisa da Universidade de São Paulo, dedicado a pesquisas nas áreas de biologia e biomedicina.
Inaugurado em 1970, o instituto é hoje composto por sete departamentos distribuídos em cinco edifícios na Cidade Universitária Armando de Salles Oliveira situada no bairro de Butantã, zona oeste da cidade de São Paulo, além de um centro avançado de pesquisa e extensão situado no município de Monte Negro, Rondônia.
O ICB/USP exerce atividades de ensino destinada  para estudantes da área biomédica de diversas faculdades da USP. É responsável por sete programas de pós-graduação associados aos departamentos específicos, além de participar de programas multidisciplinares interunidades. Além disso, o instituto mantém mais de 150 laboratórios dedicado a desenvolvimento de pesquisa, incluindo docentes, jovens pesquisadores e pós-doutorandos.
As pesquisas do instituto tem importante papel na ciência brasileira e mundial, incluindo desenvolvimento de medicamentos, vacinas e testes para diagnóstico de doenças infecciosas, além de diversos projetos de pesquisa básica. Além de sua produção normal, o instituto tem a infraestrutura e a expertise para apoiar a resposta a emergências de saúde pública, como a epidemia de zika, iniciada em 2015, e a pandemia de COVID-19, iniciada em 2020.

## Departamentos
O Instituto de Ciências Biomédicas é dividido em 7 departamentos diferentes:
- Anatomia[12]
- Biologia Celular e do Desenvolvimento[13]
- Farmacologia[14]
- Fisiologia e Biofísica[15]
- Imunologia[16]
- Microbiologia[17]
- Parasitologia[18]

## Histórico
O Instituto de Ciências Biomédicas da Universidade de São Paulo foi criado em decorrência da promulgação da Lei da Reforma Universitária em 1968 e da Reforma do Estatuto da USP em 1969. Os pontos centrais destas legislações foram os seguintes:
- Eliminação das cátedras e da sua vitaliciedade sendo em seu lugar instituídos os departamentos como unidades básicas de ensino e pesquisa.[19]
- Instituição dos ciclos básicos nas universidades do país, que deveriam ministrar um mesmo conjunto de disciplinas a estudantes de várias carreiras afins.[19]

Em decorrência desta nova legislação ocorreu o desmembramento das diveras cátedras de áreas das ciências biomédicas, agrupadas em departamentos que se reuniram no novo Instituto de Ciências Biomédicas.
Inicialmente as áreas de fisiologia e farmacologia constituíram um só departamento, que depois se desmembrou em departamentos individuais. Microbiologia e imunologia também eram agrupadas em um só departamento, posteriormente divididas em departamentos individuais. Posteriormente, em decorrência do avanço ocorrido na área da biologia celular, trocou-se o nome do original "Departamento de Histologia e Embriologia" para "Departamento de Biologia Celular e do Desenvolvimento".

## Ensino de graduação
Após ser instituído, o ICB recebeu a incumbência de ministrar disciplinas básicas para alunos da área de saúde humana e animal situadas na cidade de São Paulo. Como consequência, desenvolveu um perfil de unidade de ensino e pesquisa na área das ciências biomédicas básicas.
As características das disciplinas ministradas requerem que o conhecimento seja transmitido não somente por meio de aulas expositivas, mas, necessariamente, também por aulas aulas práticas em laboratórios específicos. Recentemente, novos recursos têm permitido a realização de aulas práticas sem uso de animais, atendendo à tendência de restrição do uso de animais de experimentação em aulas práticas.
A atividade de ensino de graduação no ICB/USP acontece por meio de duas vertentes principais:
- Cursos próprios do ICB/USP (Ciências Fundamentais para a Saúde e Ciências Biomédicas)
- Disciplinas ministradas a alunos de outras unidades da USP

### Curso de Ciências Fundamentais para a Saúde
O bacharelado em Ciências Fundamentais para Saúde foi instituído em 2005 visando a capacitação de bacharéis com vocação para a pesquisa e professores para o ensino superior para atuar em áreas de ciências fundamentais da saúde humana e animal.
O curso foi idealizado pelos Professores Gerhard Malnic e Margarida de Mello Aires e é oferecido a alunos de graduação matriculados em outras unidades da USP. O ingresso no curso depende de uma prova de seleção feita anualmente e em caso de aceitação é feita a transferência do aluno para o ICB.

### Curso de Ciências Biomédicas
O bacharelado em Ciências Biomédicas, ministrado desde 2012, tem como principais objetivos o desenvolvimento de profissionais direcionados para atuarem na a área de pesquisa biomédica em institutos de pesquisa e de ensino, além de indústrias e empresas. O curso abrange o estudo do organismo normal e de suas interações com patógenos. Em algumas disciplinas o aluno desenvolve projetos próprios de pesquisa científica, com aprendizado prático e experimental.

### Disciplinas destinadas a alunos de outras Unidades da USP
Além de seus cursos próprios o ICB ministra disciplinas dos ciclos básicos de diversos cursos USP, tais como medicina, educação física, veterinária e biologia.

## Pós-graduação
As atividades de pós-graduação no ICB tiveram início em 1971 quando foi instalada sua primeira Comissão de Pós-graduação. Até o momento cerca de 4.000 alunos terminaram sua pós-graduação e receberam títulos de mestre ou doutor pelo instituto. Os programas de pós-graduação estão intimamente associados às áreas de ensino e pesquisa. O ICB oferece 6 programas próprios:
- Biologia da Relação Patógeno-Hospedeiro
- Biologia de Sistemas
- Farmacologia
- Fisiologia Humana
- Imunologia
- Microbiologia

Além dos programas criados pelo ICB e cuja participação depende principalmente de seus docentes e pesquisadores, o Instituto participa de dois programas interunidades em que participam várias unidades da USP e outras instituições de ensino e pesquisa:
- Pós-Graduação Interunidades em Biotecnologia
- Programa Interunidades de Pós-Graduação em Bioinformática

## Atividade de Pesquisa
O ICB ativamente participa das atividades de pesquisa científica realizadas na Universidade de São Paulo, com repercussão a nível nacional e internacional. Além de docentes e alunos de pós-graduação, participam das atividades de pesquisa tanto alunos de iniciação científica, que cursam graduação, como alunos de pré-iniciação científica, que cursam ensino médio na rede pública.
A atividade de pesquisa também é executada em grande parte por pesquisadores a nível de pós-doutorado, que podem tanto estar associados a pesquisadores do ICB quanto realizar pesquisas de maneira independente pelo programa de Jovens Pesquisadores da FAPESP.

### Infraestrutura para pesquisa
O ICB possui uma série de equipamentos científicos necessários para a pesquisas. Estes equipamentos se encontram tanto em laboratórios indivudais como em ambientes multiusuário. Além disso, há centros especializados como por exemplo o Centro de Microscopia Eletrônica e o Centro de Facilidades de Apoio à Pesquisa (CEFAP). O CEFAP é um centro avançado de instrumentação, dedicado principalmente à proteômica e espectrometria de massas, microscopia confocal, citometria de fluxo, e genômica e sequenciamento de DNA.
O financiamento das pesquisas do ICB-USP é feito por instituições a nível federal e estadual, como a CAPES, o CNPq e a FAPESP.

## Inovação
Em relação à inovação em ciência e tecnologia, as pesquisas realizadas no instituto ICB ocasionalmente levam a registro de  de patentes no Instituto Nacional da Propriedade Industrial (INPI). Além disso, em vários laboratórios do ICB há parceria com empresas públicas e privadas para desenvolvimento de produtos e processos, além de incentivos através da FAPESP com programas como o Programa de Apoio à Pesquisa em Pequenas Empresas (PIPE).
Entre outros programas relacionados à inovação no ICB destacam-se o programa Supernova em parceria com a Universidade de Stanford. O programa Supernova procura identificar projetos de pesquisa com potencial para gerar produtos, principalmente pela descoberta de novos compostos ou tratamentos, e orienta pesquisadores para viabilizar a geração de novos produtos.

## Atividades de Cultura e Extensão
O ICB/USP efetua  atividades  de cultura e extensão, tanto específicas da instituição quanto parte de programas promovidos pela Pró-Reitoria de Cultura e Extensão da USP, além de participar de eventos a nível nacional, como a Semana Nacional de Ciência e Tecnologia.
Muitas das atividades são dirigidas tanto a jovens estudantes de ensino médio e estudantes universitários como também para adultos, entre as quais pode-se mencionar:
- Feira USP e as Profissões[36]
- Virada Científica (24 h de atividades Científico Culturais).[37]
- Simpósio Aprender com Cultura e Extensão.
- Projeto Microtodos - com jogos para o ensino de microbiologia.[38]

Diversas atividades voltadas para a saúde fazem parte da programação de Cultura e Extensão do ICB, tais como:
- Centro Avançado de Pesquisa em Monte Negro, Rondônia. É constituído de um ambulatório médico especializado, para o atendimento de doenças tropicais, um laboratório clínico e um laboratório completo de pesquisa. O Centro oferece assistência médica e odontológica gratuita e executa trabalhos de pesquisa em doenças endêmicas da região amazônica.[39]
- O Posto avançado de pesquisa em Mosquitos Geneticamente Modificados do Vale do Rio São Francisco, localizado na cidade de Juazeiro, Bahia. Em parceria com a biofábrica Moscamed Brasil este programa visa produzir e liberar mosquitos geneticamente modificados cuja prole não é viável e, desta maneira, diminuir a incidência de doenças transmitidos por esta espécie de mosquitos.[40]

### Museu de Anatomia Humana
O Museu de Anatomia Humana Prof. Alfonso Bovero é um museu é formado por uma grande coleção de peças anatômicas preparadas pela utilização de diversas técnicas e por livros especializados em anatomia.

## Serviço de Biblioteca e Informação Biomédica - SBiB
A biblioteca do instituto é aberta ao público e apoia o ensino e a pesquisa oferecendo assistência aos docentes e pesquisadores, estudantes e funcionários do ICB, bem como a usuários externos. Além do acervo, a equipe da biblioteca é responsável pela catalogação bibliográfica das dissertações e teses produzidas por estudantes de pós-graduação.
A Biblioteca do ICB foi criada em 1970, logo após o estabelecimento do ICB. Situa-se em amplas instalações no primeiro andar do Edifício Biomédicas I e possui salas de leitura e de estudo com computadores para pesquisa bibliográfica em inúmeras bases de dados.
O  Serviço de Biblioteca e Informação Biomédica integra o Sistema Integrado de Bibliotecas da USP (SIBi) e como biblioteca cooperante, a Rede Latinoamericana de Saúde, coordenada pelo Centro Latinoamericano e do Caribe - BIREME; e, como Biblioteca-Base, a Rede Brasileira de Comutação Bibliográfica - COMUT.